# Naturwildpark Granat
Koordinaten: 51° 46′ 43,1″ N, 7° 5′ 54,9″ O
Der Naturwildpark Granat ist ein Wildpark im westfälischen Haltern am See im Stadtteil Lavesum. Er erstreckt sich über rund 60 Hektar.

## Beschreibung

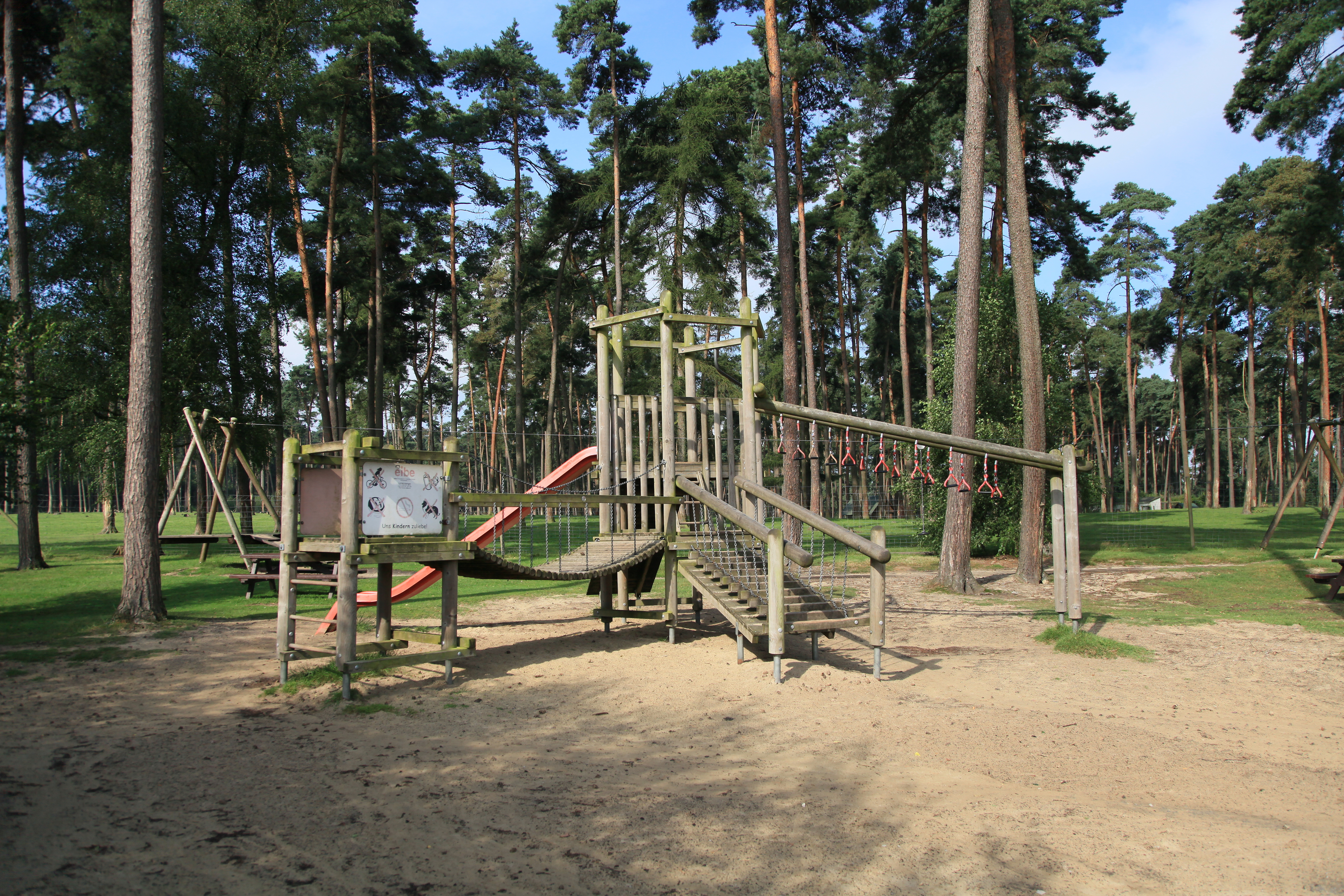
Spielplatz im Naturwildpark Granat

Der Naturwildpark beheimatet heimische Tiere, so Rot-, Schwarz-, Dam-, Sika- und Muffelwild. Ebenso Minischweine, Nerze, Wildkatzen, Wölfe und Luchse. Als exotische Tierarten bietet der Park Guanakos und Bennettkängurus. Der Park verfügt über eine Voliere mit diversen Fasanenartigen und Vertretern der australischen Vogelwelt sowie ein Feuchtbiotop.
Von Frühjahr bis Herbst findet in unregelmäßigen Abständen eine Greifvogelschau statt.
Der Wildpark verfügt über einen umfangreichen Spielplatz für Kinder.

## Kritik
Die Tierschutzorganisation PETA stellte 2022 Strafanzeige wegen Vernachlässigung der beherbergten Tiere.